# Federica Sanfilippo
Federica Sanfilippo, född 24 oktober 1990, är en italiensk skidskytt. Hennes första individuella pallplats i världscupen kom i sprint den 5 december 2015 i Östersund, Sverige.
Sanfilippo är utbildad polis.